# Оксимец, Андрей Григорьевич
Андрей Григорьевич Оксимец (укр. Андрій Григорович Оксимець; род. 27 сентября 1974, Ворошиловград) — украинский футболист, защитник. Бронзовый призёр чемпионата Украины 1998/99 и 1999/00 в составе «Кривбасса». Футбольный агент.

## Игровая карьера
Профессиональную карьеру Андрей Оксимец начал в алчевской «Стали», где провёл около 5 лет и отыграл более 130 матчей. Уверенная игра молодого защитника привлекла внимание тренерского штаба киевского «Динамо» и Андрея пригласили в столичный клуб. Однако сыграть хотя бы один матч в составе киевлян Оксимцу не удалось — футболист выступал лишь за перволиговое «Динамо-2».
После неудачного киевского опыта, Оксимец транзитом через донецкий «Металлург» оказался в «Кривбассе». В этой команде Андрей стал обладателем двух комплектов бронзовых наград чемпионата Украины (1999 и 2000). После криворожского клуба Андрею не удавалось надолго задерживаться в какой-либо из команд, и он менял клубы почти каждый сезон.
В период 2004—2005 годов Оксимец выступал в чемпионате Казахстана, где защищал цвета местных клубов «Есиль-Богатырь» и «Экибастузец».
В 2006 году защитник вернулся на Украину. Продолжил карьеру в МФК «Николаев», который боролся за повышение в классе во второй лиге украинского чемпионата. В составе «корабелов» опытный Оксимец с первых матчей получил капитанскую повязку, а николаевцы успешно вернулись в первую лигу. Всего в Николаеве Андрей провёл три сезона, после чего перешёл в ФК «Полтава», а через полгода — в кировоградскую «Звезду». Этот сезон стал последним в карьере футболиста.
После завершения карьеры игрока осенью 2009 года Андрей Оксимец перешёл на работу футбольным агентом (лицензия ФФУ № 061) в агентство «S.V.S», организованное бывшими футболистами Константином Сосенком, Александром Венглинским и Олегом Сёмкой. Кроме этого, Андрей периодически принимает участие в матчах ветеранов киевского «Динамо».

## Семья
Проживает в Киеве. Женат, воспитывает сына Дениса.